# マックハック
マックハック(Mac Hack)は、1960年代に開発されたコンピュータチェスのプログラムである。AppleのMacintoshとは無関係。

## 概要
リチャード・グリーンブラットらによって書かれた。PDP-6で動く。1967年にはマックハックVIが、コンピュータとしては初めて競技会に出場し、人間に勝利した功績がたたえられ、アメリカ合衆国チェス連盟の名誉会員となった。またマサチューセッツ州の大会に出場して、レーティング1640の評価を獲得した（「クラブ・プレーヤー」と呼ばれるやや強いアマチュアに相当）。

## 性能
1秒間に100個の局面を評価し、選択的探索で5手先の局面まで先読みすることができたという。

## 著名な対戦
前述のように、人間との競技会に出場し、またいくつかの勝利を収める、という結果を残した。
話題性のあったものとしては、『コンピュータには何ができないか』という著書で話題となったヒューバート・ドレイファスに勝ってしまった、という対戦がある。

## 注
1. ↑  https://www.chess.com/article/view/machack-attack